# Ministère de l'Hydraulique, de l'Assainissement et de la Salubrité (Côte d'Ivoire)
Le Ministère de l'Hydraulique, de l'Assainissement et de la Salubrité en abrégé (MINHAS), est chargé de la mise en œuvre et du suivi de la politique du gouvernement ivoirien en matière d’hydraulique et d’accès à l’eau potable, d’assainissement et de drainage, de salubrité et d’amélioration du cadre de vie. Bouaké Fofana est ministre de l'Hydraulique, de l'Assainissement et de la Salubrité en Côte d'Ivoire depuis le 9 avril 2021.

## Historique
En 2016, le ministère chargé de la salubrité est nommé ministère de la Salubrité, de l'Environnement et du Développement durable. Le ministère de l'Assainissement et de la Salubrité est créé le 18 décembre 2018, chargé de l'exécution de la politique du gouvernement.
Le ministère de l'Hydraulique, de l'Assainissement et de la Salubrité (MINHAS) est créé à la suite du remaniement ministériel du 20 avril 2022.

## Mission
Le ministère de l'Hydraulique, de l'Assainissement et de la Salubrité en liaison avec les différents départements ministériels concernés, il a l’initiative et la responsabilité de participer au suivi et à la protection des ressources en eau ; de gérer des infrastructures du secteur de l’eau potable et de développer des infrastructures d’alimentation en eau potable en milieu urbain et rural,.

## Organisation
Le ministère de l'Hydraulique, de l'Assainissement et de la Salubrité comprend un cabinet ministériel, trois départements d'études ; à savoir le département de l'assainissement, le département de l'hydraulique et celui de la salubrité. Bouake Fofana est chargé du ministère de l'Hydraulique, de l'Assainissement et de la Salubrité depuis le 9 avril 2021,.

## ODD6
Le 9 juillet 2024, le ministère mobilise auprès de la Banque mondiale, un financement permettant la réalisation de la politique du gouvernement dans l'atteinte de l'objectif de développement durable no 6 qui est : eau propre et assainissement.